# 友誼商店

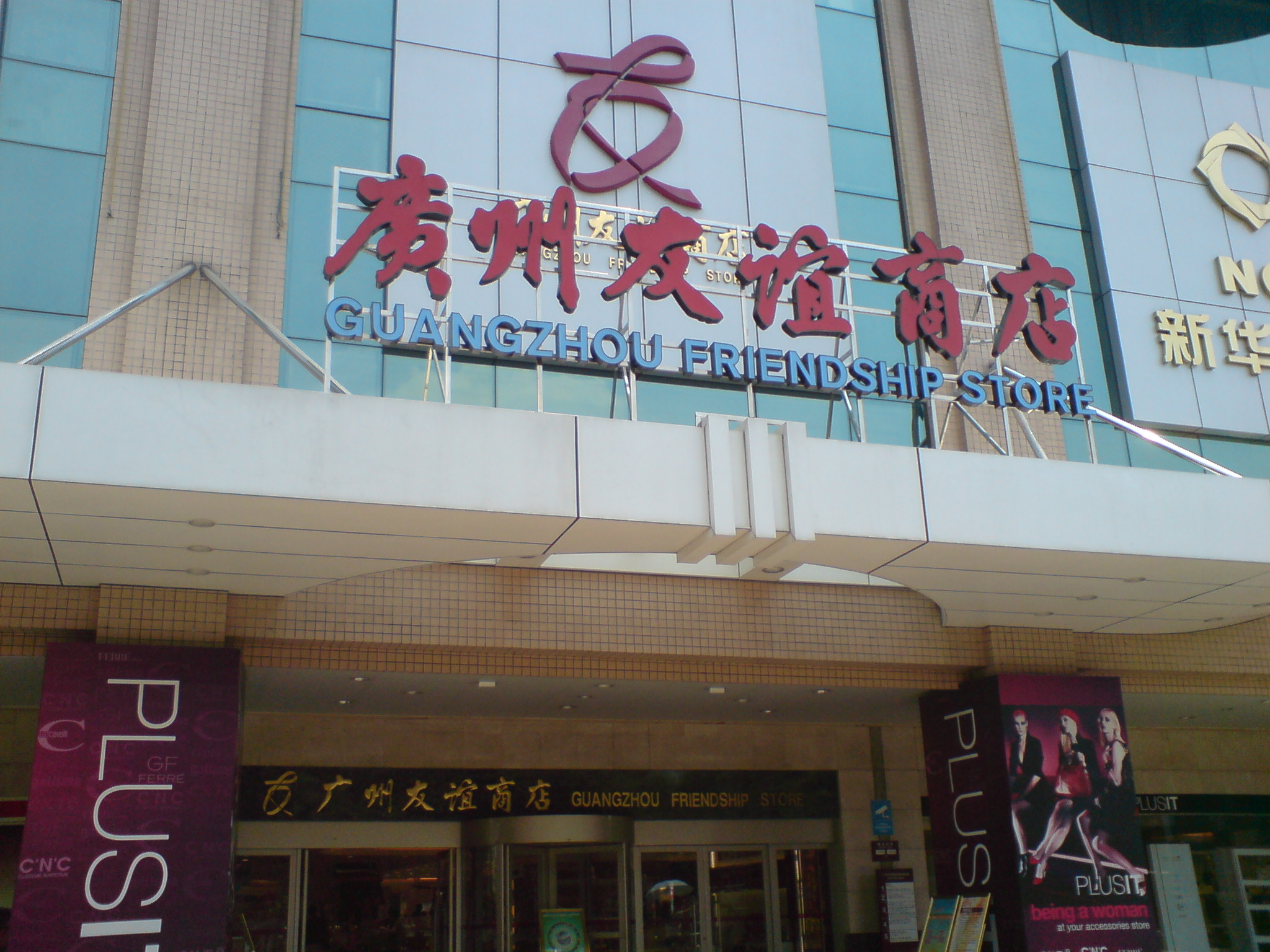
広州友誼商店の時代広場支店

友誼商店（ゆうぎしょうてん、中国語: 友谊商店）は、中華人民共和国にある国営の店舗で、1950年代に設立当初は外国人観光客・外交官、国内外の政府関係者のみに商品を販売されていたが、現在は顧客に制限はない。

## 歴史
1951年5月、北京、天津、上海、広州、瀋陽の5都市に多くの高級消費財を販売する商店が設立され、当時希少な高品質商品を特別に供給した。それから、1952年10月には上海ビル1階に「上海国際友人服務部」が開設され、当時は規模が小さく、知る人も少なかった。
1950年代半ば以降、欧州諸国との交流が盛んになり、外国人客の買い物ニーズの高まりに対応するため、こうした店舗が変貌を遂げ、「上海友誼商店」が南京東路345号の東海ビルにオープンした。1958年2月26日から試験営業を開始し、これは外国人ゲスト、駐在員、政府関係幹部向けの総合店舗で、主に市場の厳しい有名な特産品や食品、日用品、輸入品を扱った。
1964年に、「北京友誼商店」が東華門通り25番地にオープンした。当時、友誼商店は主に外国人や駐在員を対象としていたことから、最もユニークであった。そのスローガンは、「市場で最高の製品が欲しい、市場に不足している製品が必要、海外でファッショナブルな製品が必要なら、当店へ！」というものであった。大変な好評を得て、広州にも新しく友誼商店をオープンした。
1970年代後半、中華人民共和国政府は、中国本土の対外貿易においても改革開放を実施し、中国本土の主要都市に「友誼商店」を開設した。ピーナッツバターやハーシーチョコレートなどの欧米からの輸入品や、中国本土の工芸品などを販売した。価格は原産地の市場価格よりはるかに高かったが、友誼商店が輸入品の販売を独占しているため、顧客は選択の余地がなかった。政治的拘束力の影響で、初期の友誼商店は商品の支払いに兌換元のみを受け入れた。商品には『ニューヨークタイムズ』などの無修正の西洋読み物が含まれているため、警備員は一般中国人と思われる人が店に入るのを防ぐ。商店の入り口には、立ち止まって見守る通行人や、店内で売られている商品を覗き見する人がよくいた。

## 最近の動き
1990年代に改革開放が進み、優良製品や海外製品が普通の商店でも手に入るようになり、友誼商店の優位性がなくなり、多くの友誼商店は閉鎖された。その中でも、大都市の北京では１店、上海および広州ではまだ数店が残り、また中規模都市の長沙・大連などにも残っている。

## その他
日本には、「友誼商店」という名称の東京店（池袋）立川店(東京都)、大阪店が設立されているが、中国の友誼商店との関係は公開されていない。

## 参照項目
- ベリョースカ (Beryozka) - ソビエト連邦にあった似たような国営商店
- インターショップ (Intershop) - 東ドイツにあった似たような国営商店